# Amarelli
Amarelli est une entreprise italienne de confiserie, de récolte et de transformation de la réglisse basée à Rossano dans la province de Cosenza en Calabre.

## Histoire de la famille
Les Amarelli apparaissent au XIe siècle dans le village de Corigliano Calabro d'où ils sont originaires. Dès ses débuts, elle donne plusieurs personnalités importantes du domaine militaire dont le croisé Alessandro Amarelli qui meurt en Palestine en l'an 1103 ainsi qu'un des vainqueurs de Bataille d'Otrante, Francesco Amarelli, qui meurt en 1514. Elle donne aussi plusieurs membres politiciens ou du domaine de la culture tel le comte palatin Giovan Leonardo Amarelli qui meurt en 1667 en ayant été Prieur de l'Université de Messine et Vincenzo Amarelli, patriote et maître de Luigi Settembrini.
La famille Amarelli est attestée à Rossano dans le commerce des racines de réglisses depuis le XVIe siècle. Le début du XVIIIe siècle voit l'apparition d'une méthode consistant à extraire jus du réglisse de manière à obtenir une meilleure conservation et un transport plus simple de la marchandise.

## Histoire de la société

### La réglisse en Calabre
Les deux premières entreprises de culture et de transformation du réglisse naissent en Calabre au début du XVIIIe siècle. La première, créée en 1715 et aujourd'hui disparue, est celle du duc de Corigliano Calabro tandis que la seconde est fondée en 1731 par la famille Amarelli à Rossano.

### La société
La société Amarelli est finalement fondée à Rossano en 1731. La famille Amarelli de Rossano était déjà agrégée à la noblesse et possédait un blason ainsi que le titre de baron.
Encore en activité en 2015, sa longévité lui permet de faire partie de l'Association des Hénokiens.